# Banovine (région)
Pour les articles homonymes, voir Banovina.

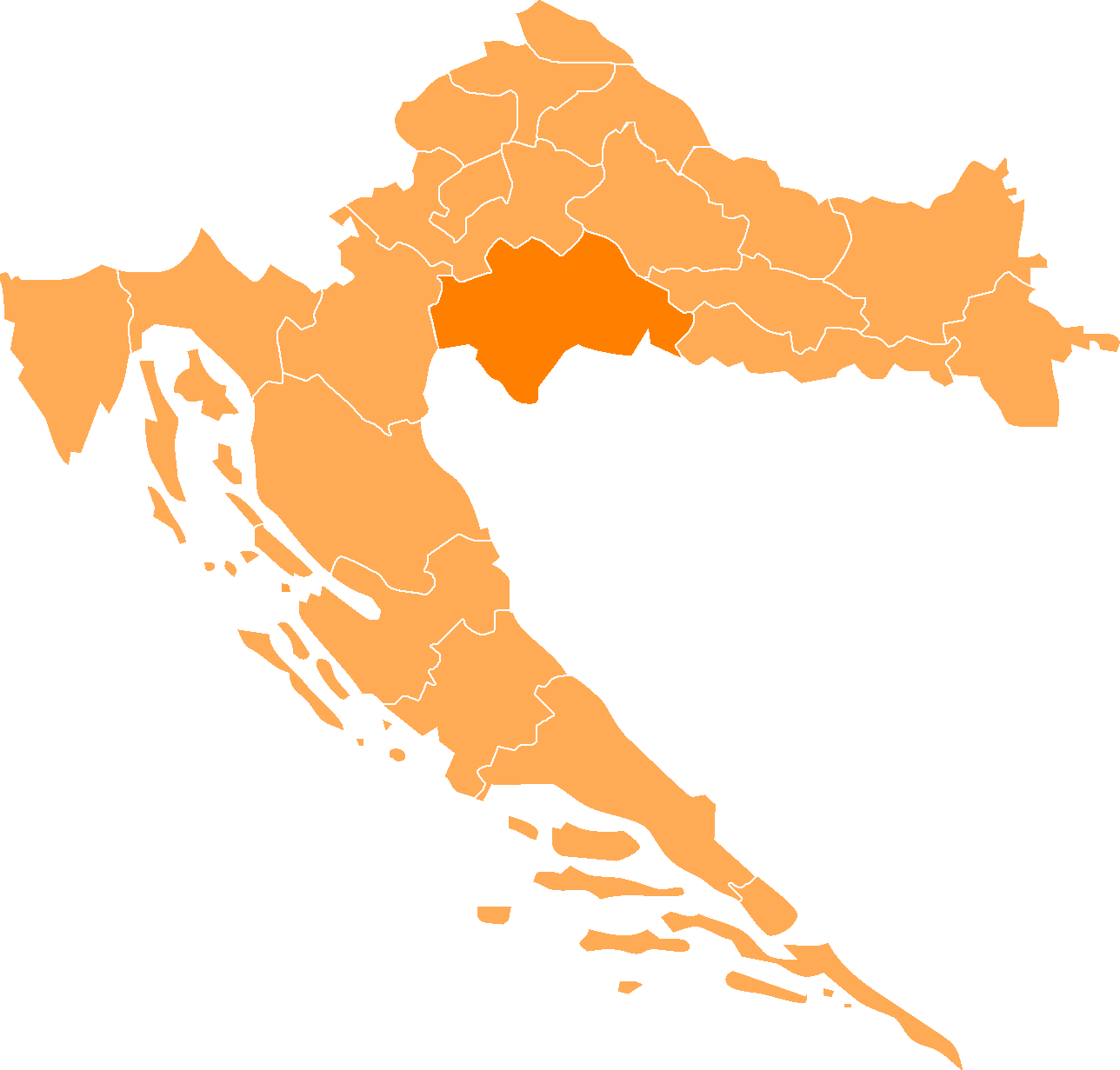
La Banovine est située au sud du comitat de Sisak-Moslavina.

La Banovine est une région du centre de la Croatie située entre les rivières Save, Una et Kupa. La région est presque entièrement située dans le comitat de Sisak-Moslavina. La région a fortement souffert de la guerre de Croatie dans les années 1990.
Cette région a auparavant été désignée sous les vocables Banska krajina et Banija.

## Étymologie
Le nom de la région provient du terme « ban », avec d'autres noms en usage contenant ce mot tels que Banska Zemlja (« terre du ban ») et Banska Krajina (« Krajina du ban »), qui se référencient au ban médiéval de Croatie et aux confins militaires, spécifiquement la Krajina croate,,.
Le terme Banovine était plus fréquent au cours des XIXe et XXe siècles. Le terme Banija est devenu plus courant à partir de la seconde moitié du XXe siècle, jusque dans les années 1990. Aujourd'hui, les deux termes sont conjointement utilisés.

## Histoire

### Préhistoire
Durant l'Âge du cuivre, la culture de Vučedol alors centrée sur la Syrmie et la Slavonie orientale, s'étend vers la zone de l'actuelle Banovina avec des sites archéologiques situés à Osečenica près des villages de Gorička et de Budim près de Mali Gradac. Un site de l'Âge de fer se situe dans le village d'Unčani, situé à proximité de la rivière Una. Durant l'Âge de fer, la région est habitée par une tribu illyro-celte de Segestani.

### Antiquité classique
Durant la période romaine, la région était une importante zone de transition entre les provinces de Pannonie et d'Illyricum, avec Siscia comme centre régional. L'excavation des sites romains dans la région est alors restée longtemps limitée.

### Moyen-Âge et conquêtes ottomanes
La zone entourant Petrinja et Hrastovica appartient à la Kaptol, alors que celle située à l'ouest de la rivière Glina appartient à la vallée de Topusko. L'ordre cistercien reçoit les biens de l'abbaye en 1205, des mains du roi André II le Hiérosolomitain.

### Monarchie des Habsbourg et Empire austro-hongrois
Après la reconquête de Banija, la région devint une partie du régiment Glina du commandement général de Zagreb, sous la Krajina croate entre 1553 et 1881. En novembre 1630, l'empereur du Saint-Empire romain germanique Ferdinand II proclama la Statuta Valachorum, qui régule le statut des colons valaques au regard de leurs obligations militaires et des droits accordés à l'administration interne. La Krajina exista jusqu'en 1881, date où elle fut abolie et incorporée au royaume de Croatie-Slavonie[réf. nécessaire], territoire de l'Autriche-Hongrie.

### Royaume de Yougoslavie
Durant l'entre-deux-guerres, la Banovine est divisée entre la banovine de Vrbas dont le siège est situé à Banja Luka, et celle de Save qui possède sa capitale à Zagreb. En 1939, cette dernière devint une partie de la banovine autonome de Croatie.

### Seconde Guerre mondiale

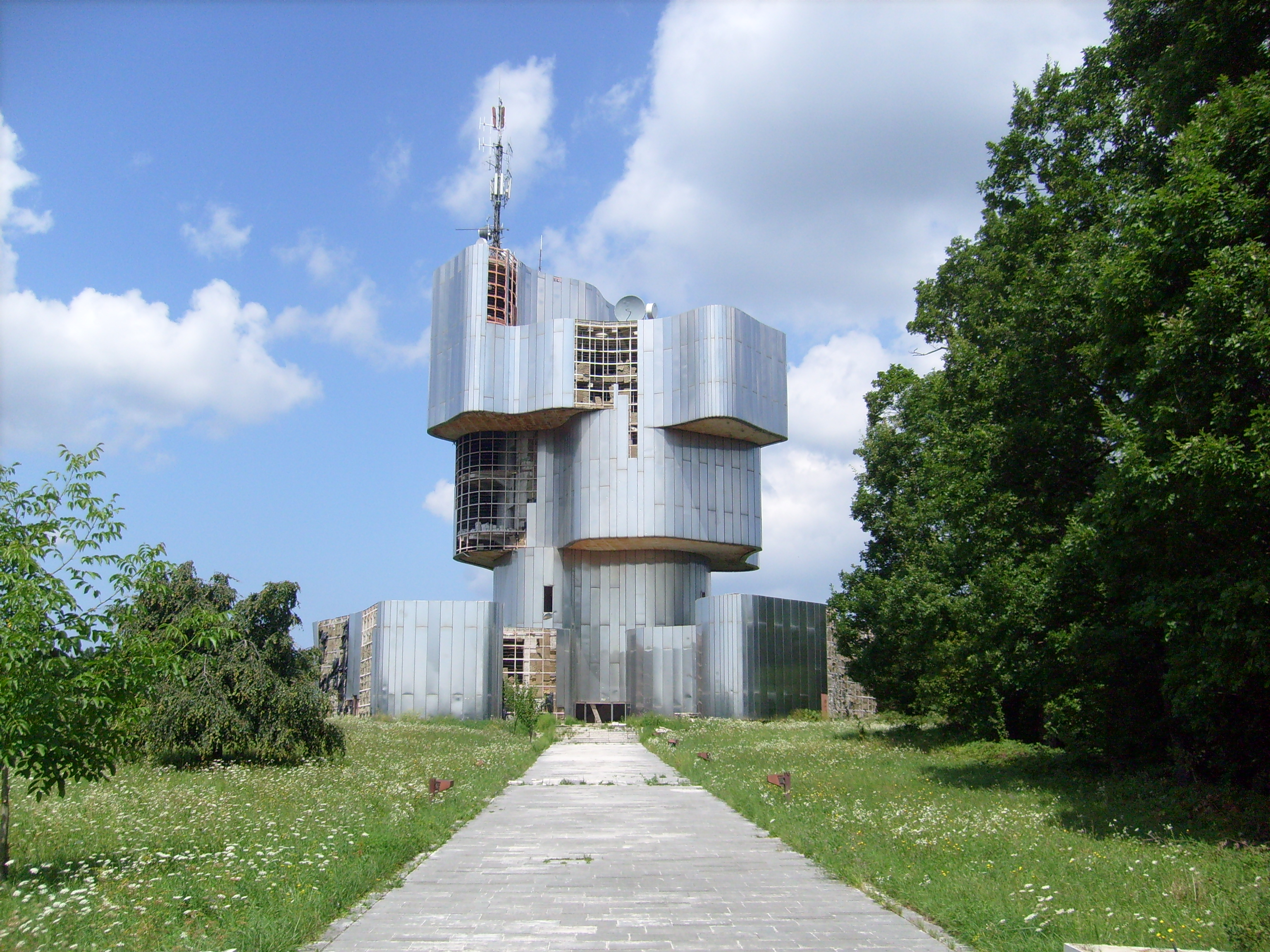
Le monument à l'insurrection des peuples de Kordun et de Banovine.

Durant la Seconde Guerre mondiale, la région fut une des principales cibles du génocide des Serbes dans l'État indépendant de Croatie. Le massacre de Glina impacta 2 000 à 4 000 personnes. Également, la région fut l'un des principaux bastions des partisans yougoslaves[réf. nécessaire].

### Guerre de Croatie
Durant la guerre de Croatie, l'intégralité de la région de la Banovine devint une partie de l'État autoproclamé de la république serbe de Krajina. L'armée croate reprenna le contrôle de la région en 1995 en effectuant l'opération Éclair, conduisant à la fuite de la majorité de la population serbe et à un sérieux dépeuplement. Le retour ultérieur ne fut que partiel et lent[réf. nécessaire].

### XXIesiècle
Le séisme de 2020 à Petrinja impacta fortement la région. Le 29 décembre 2020, cette dernière fut secouée par un séisme de magnétude 6,4 sur l'échelle de Richter, tuant sept personnes. La majorité des bâtiments dans les villes et villages voisins furent grandement endommagés ou complètement détruits. Combiné avec la pandémie de Covid-19, le séisme posa des difficultés aux secouristes pour la distribution d'aide financière et de service de santé. Des répercussions continuèrent à affecter la région pendant plusieurs semaines, dont un séisme de magnétude 4,1 deux semaines plus tard.